# Колбы
Колбы (бел. Каўбы) — деревня в Пинском районе Брестской области Беларуси. Входит в состав Лопатинского сельсовета. Население — 56 человек (2019).

## География
Колбы находятся в 20 км к юго-востоку от Пинска, в 17 км к югу проходит граница с Украиной. Деревня стоит на левом берегу реки Стыр, вокруг существует обширная сеть мелиоративных каналов. Через деревню проходит местная автодорога Лопатино — Колбы — Месятичи.

## История
Поселение старинное, первое упоминание относится к концу XV века. Прежнее название поселения — Сельцы, именно под этим именем оно упомянуто в королевском привилее Казимира Ягеллончика, даровавшего его Николаю Сыропяту и его сыну Яну. В XVI веке поселение принадлежало Мартину Яновичу по прозвищу Ширмач, а в XVII и XVIII веках — его потомкам. Некоторое время поместье было во владении униатской церкви. Со времени территориально-административной реформы середины XVI века в Великом княжестве Литовском имение входило в состав Пинского повета Берестейского воеводства.
После второго раздела Речи Посполитой (1793) в составе Российской империи, поселение входило в состав Пинского уезда. В первой половине XIX века Колбы перешли к роду Олевинских, которые выстроили здесь усадебный дом и заложили пейзажный парк.
В XIX веке в Колбах была построена часовня с барочным куполом. 
Входе Первой мировой войны, в августе-сентябре 1916 года, в Колбах, вместе со своими сослуживцами по 13-й инженерно-строительной дружине Союза земств и городов (Игнатов, Егоров, Наум Идельсон, К. А. Глинка и Евгений Попов), жил поэт Александр Блок. Находясь на военной службе, он участвовал в строительстве укреплений. В одном из писем к жене поэт прислал рисунок Колбовской часовни.
В 1921 году, согласно Рижскому мирному договору, село вошло в состав межвоенной Польши. Антоний Олевинский был последним владельцем имения вплоть до 1939 года. С 1939 года Колбы в составе БССР. В послевоенное время усадьба Олевинских была полностью разрушена.

## Достопримечательности
- Часовня XIX века. Памятник архитектуры с чертами барокко и классицизма[7].
- Дуб, возле которого стоял полк Блока

### Утраченное наследие
- В послевоенное время была уничтожена усадьба рода Алевинских

## Галерея

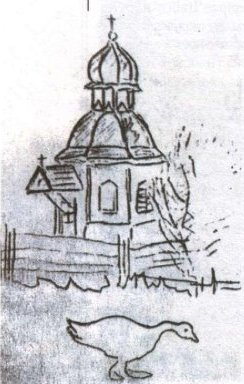
А. Блок. Часовня в Колбах
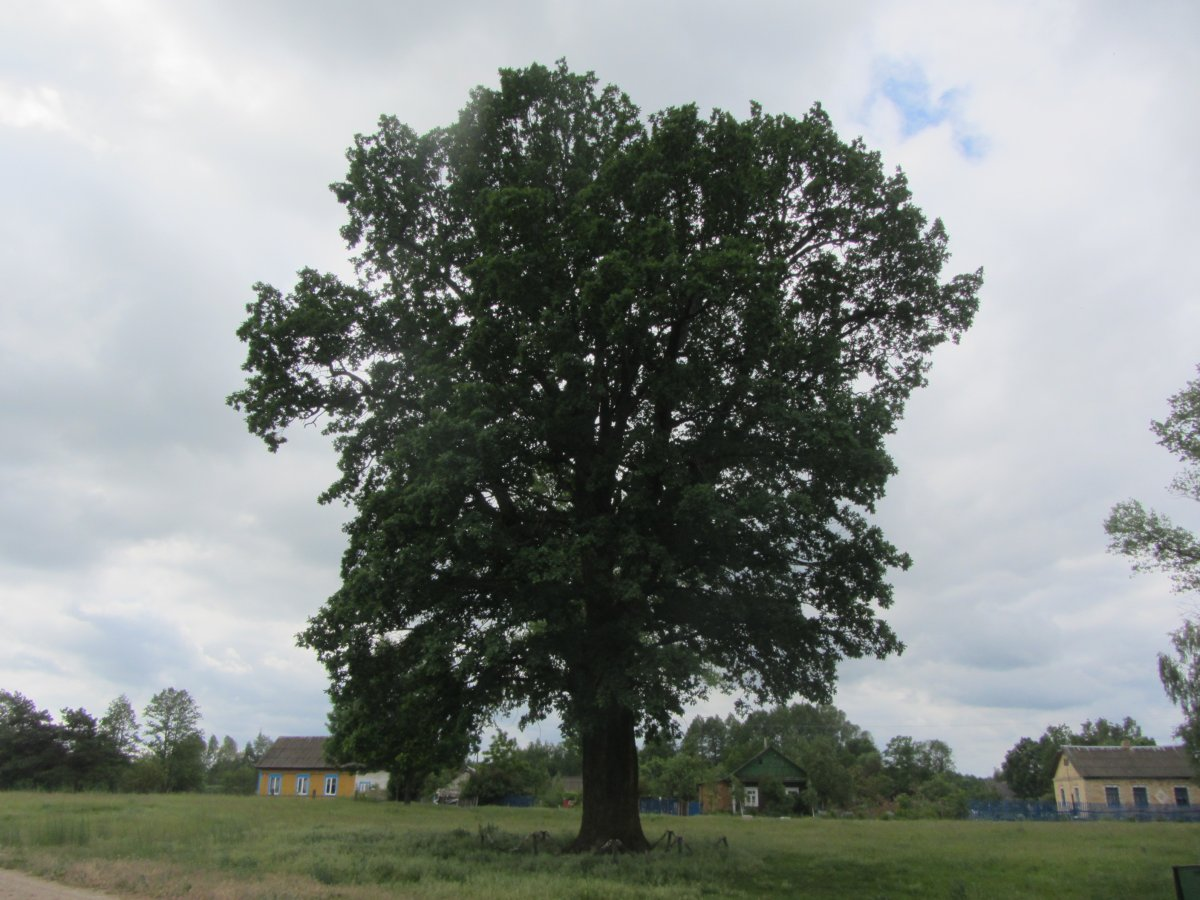
Дуб, около которого стоял полк Блока